# Santuário Healesville
O Santuário Healesville, também conhecido como parque faunístico Sir Colin McKenzie, é um zoológico especializado na fauna nativa da Austrália localizado em Healesville, Victoria. Foi estabelecido na década de 1920 por Sir Colin McKenzie como um instituto de pesquisa. Sendo inaugurado oficialmente em 1934.
É um dos dois únicos lugares onde se conseguiu reproduzir em cativeiro o ornitorrinco, o outro foi o Jardim zoológico de Taronga.